# Uruana
Uruana là một đô thị thuộc bang Goiás, Brasil. Đô thị này có diện tích 522,127 km², dân số năm 2007 là 14072 người, mật độ 27 người/km².